# Трамуа
Трамуа́ (фр. Tramoyes) — коммуна во Франции, находится в регионе Рона — Альпы. Департамент — Эн. Входит в состав кантона Рерьё. Округ коммуны — Бурк-ан-Брес.
Код INSEE коммуны — 01424.

## География
Коммуна расположена приблизительно в 390 км к юго-востоку от Парижа, в 17 км северо-восточнее Лиона, в 45 км к юго-западу от Бурк-ан-Бреса.
По территории коммуны протекает река Эше.

## Климат
Климат полуконтинентальный с холодной зимой и тёплым летом. Дожди бывают нечасто, в основном летом.

## Население
Население коммуны на 2010 год составляло 1674 человека.
| 1962 | 1968 | 1975 | 1982 | 1990 | 1999 | 2010 |
| ---- | ---- | ---- | ---- | ---- | ---- | ---- |
| 355  | 364  | 571  | 788  | 1136 | 1525 | 1674 |

## Администрация
| Период | Период | Фамилия       | Партия        | Примечания |
| ------ | ------ | ------------- | ------------- | ---------- |
| 1971   | 1989   | Альбер Гоффре |               |            |
| 1989   | 2001   | Рене Понсен   |               |            |
| 2001   | 2020   | Анри Мерканти | Разные правые |            |

## Экономика
В 2010 году среди 1142 человек трудоспособного возраста (15—64 лет) 834 были экономически активными, 308 — неактивными (показатель активности — 73,0 %, в 1999 году было 76,5 %). Из 834 активных жителей работали 791 человек (406 мужчин и 385 женщин), безработных были 43 (22 мужчины и 21 женщина). Среди 308 неактивных 165 человек были учениками или студентами, 85 — пенсионерами, 58 были неактивными по другим причинам.

## Фотогалерея

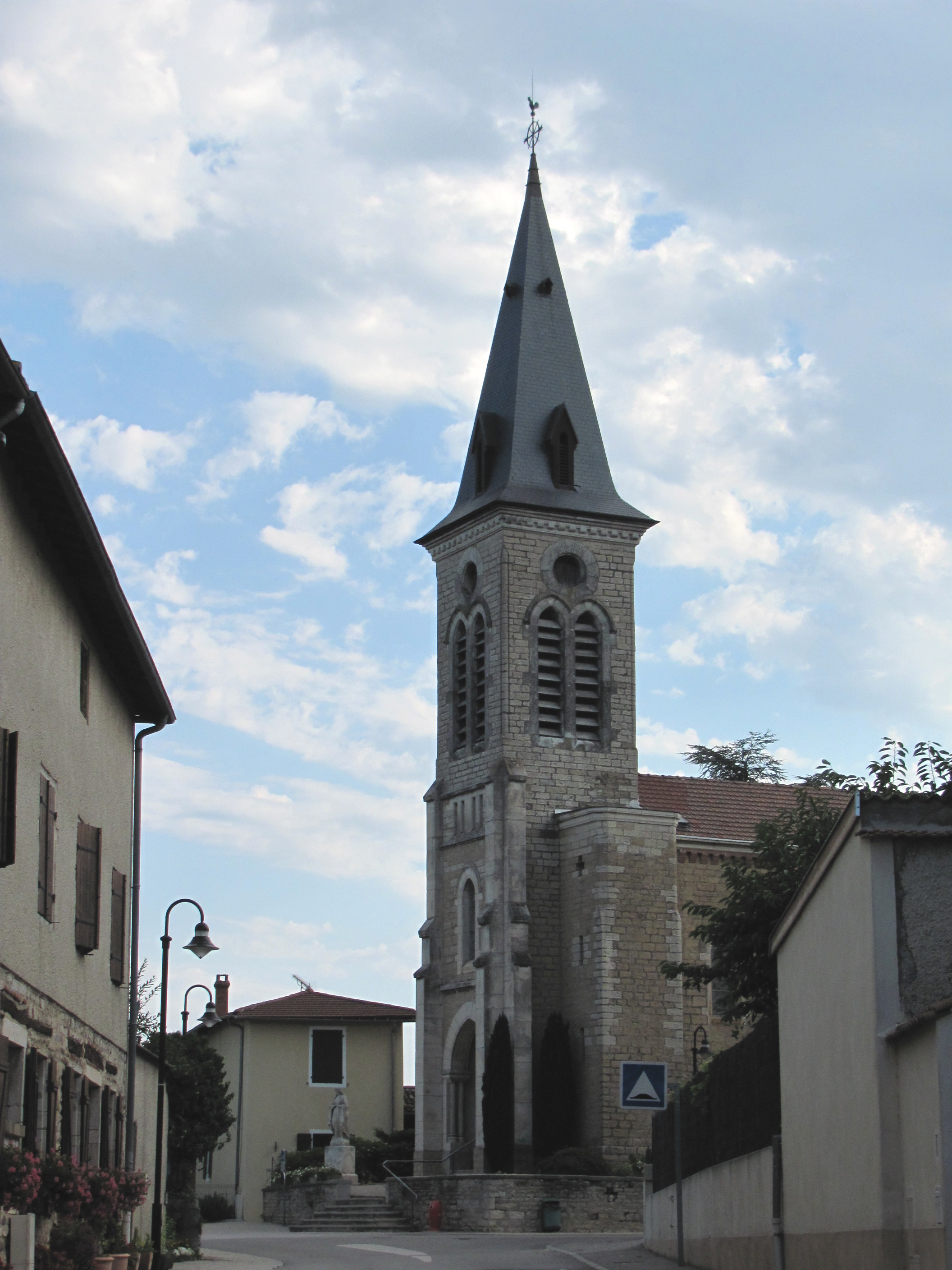
Церковь Нотр-Дам
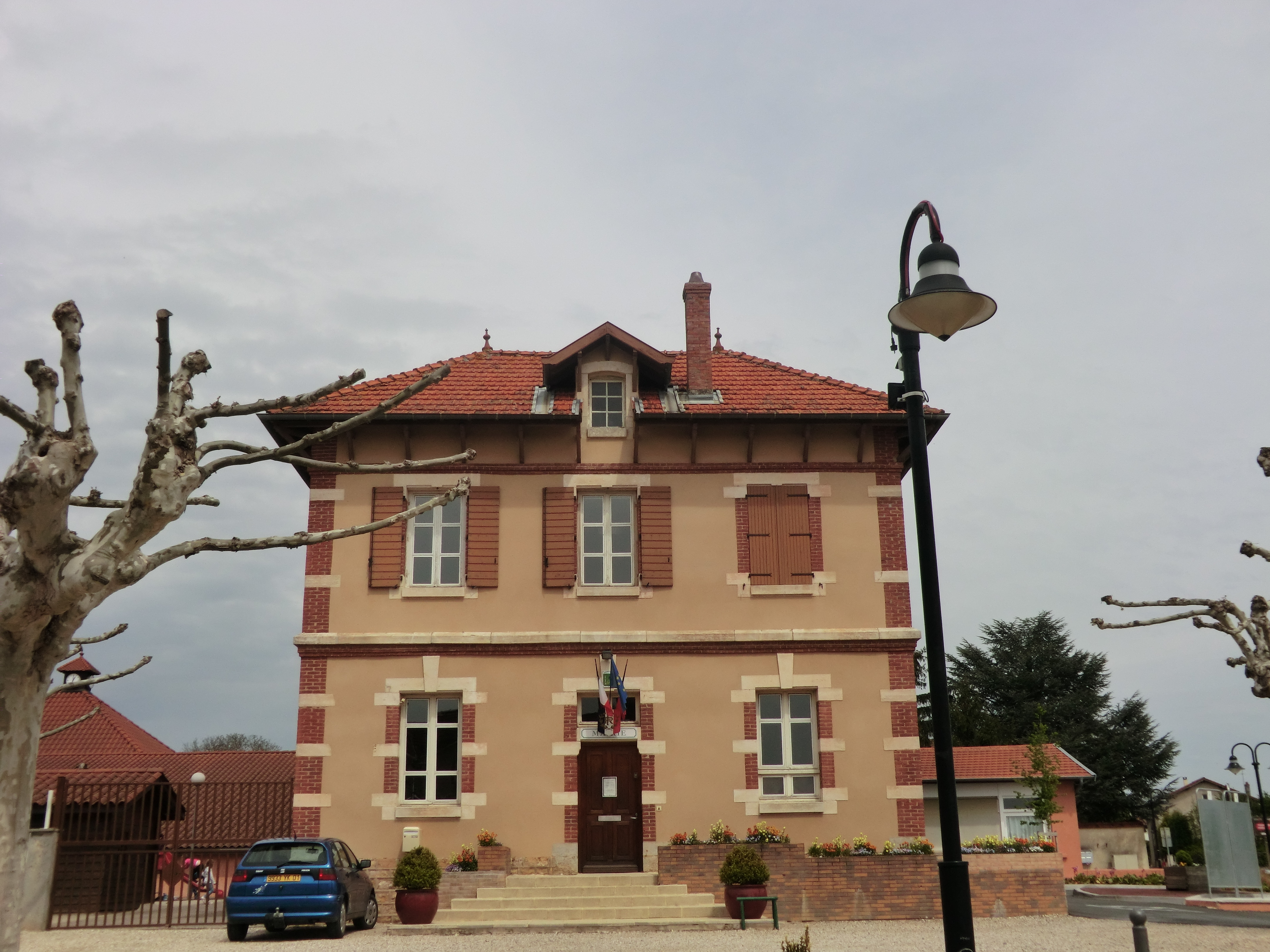
Мэрия
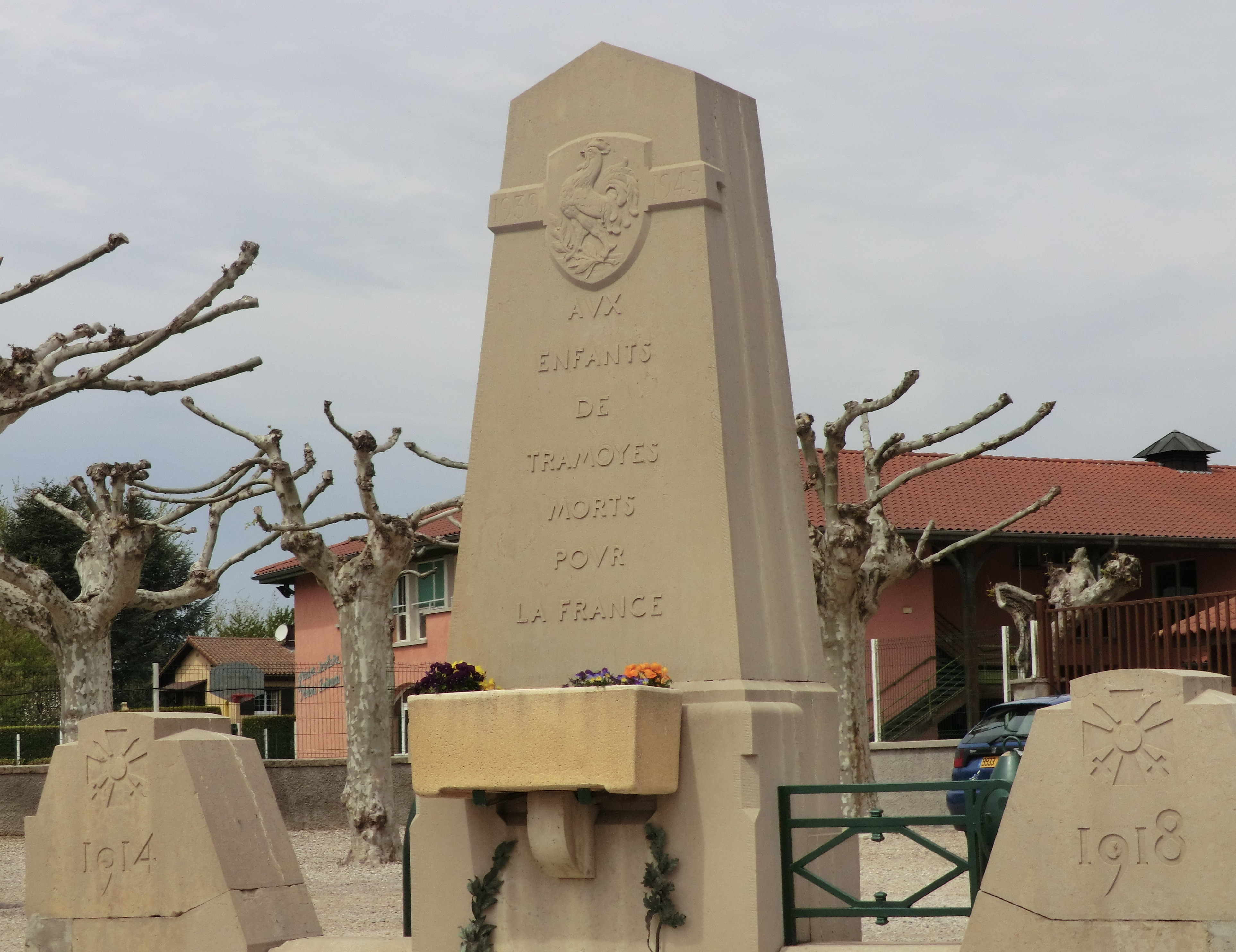
Военный мемориал
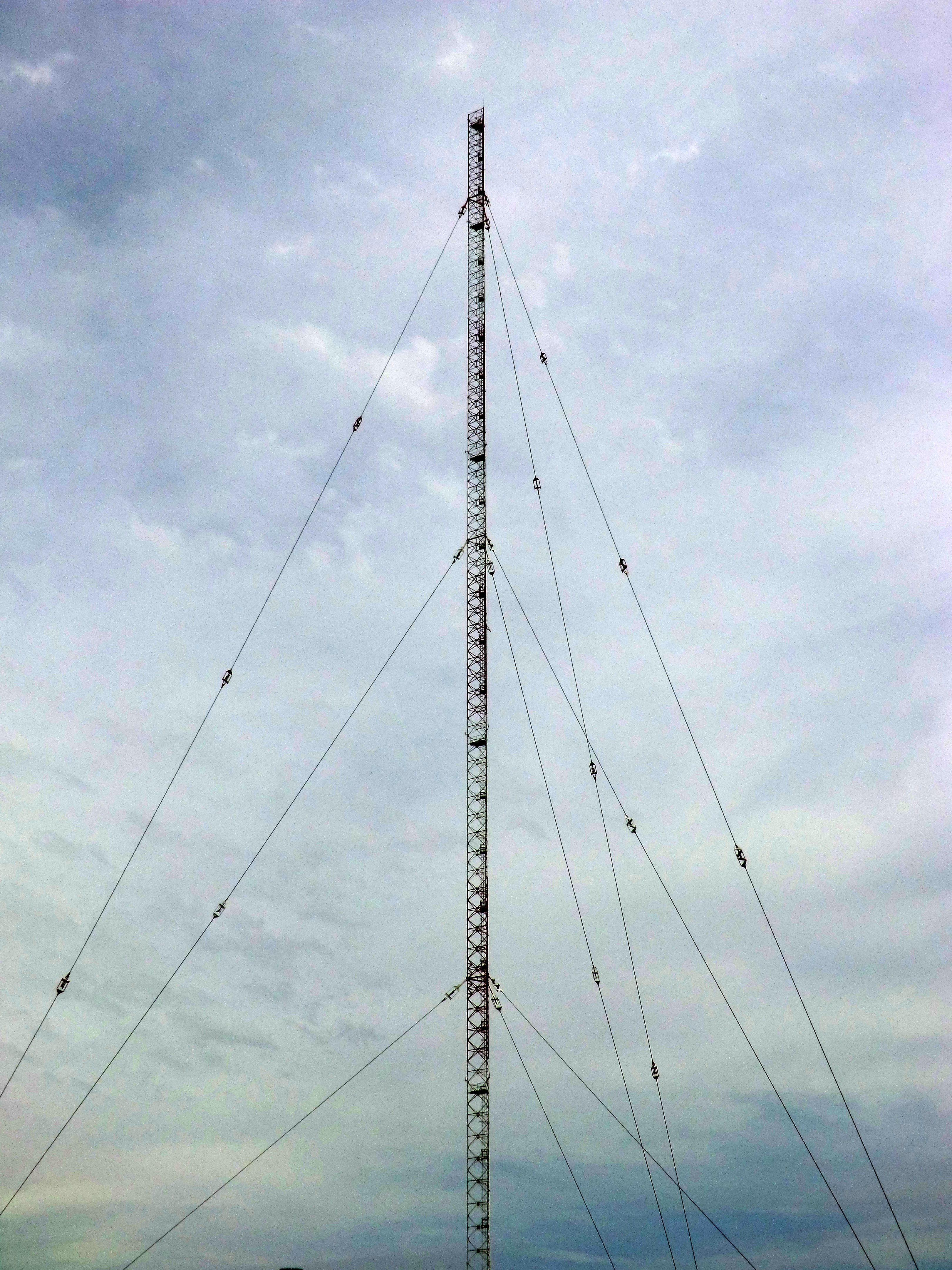
Радиомачта
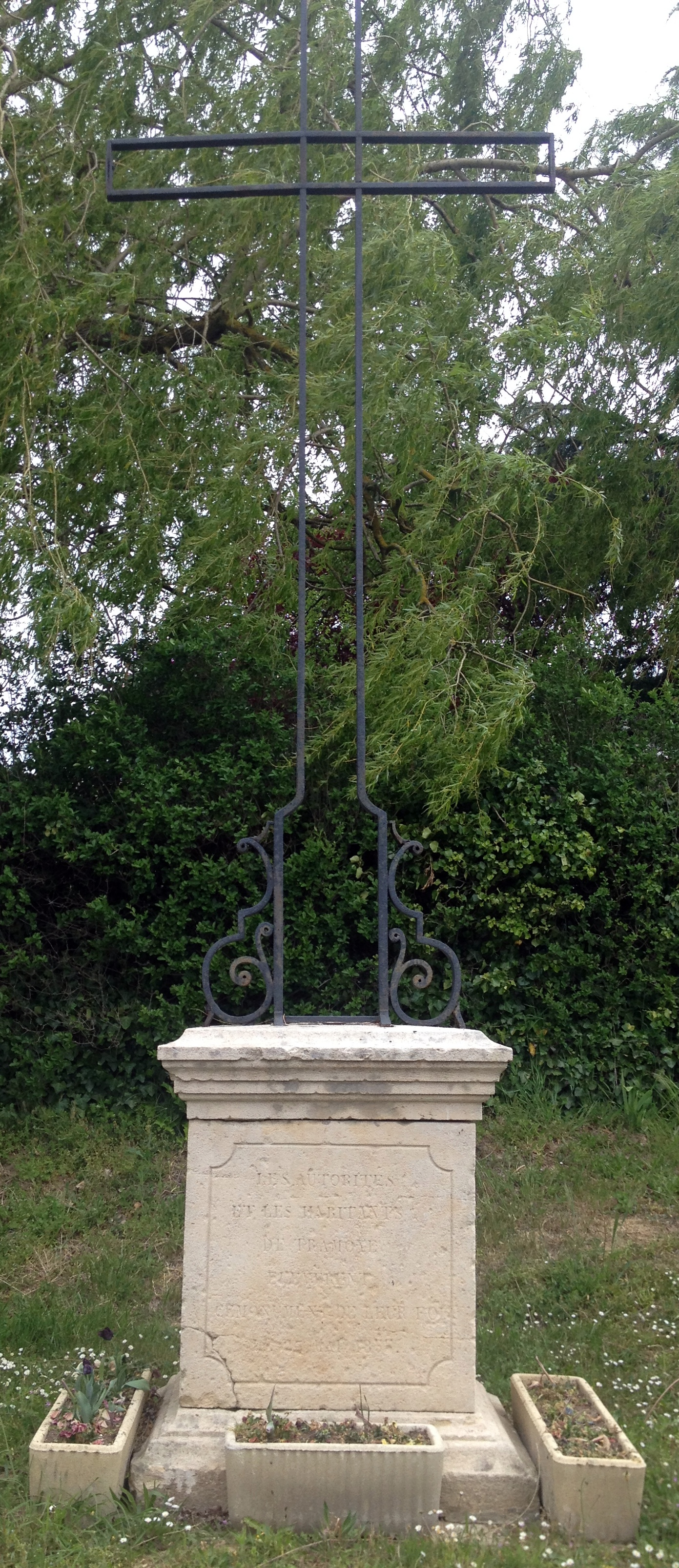
Придорожный крест
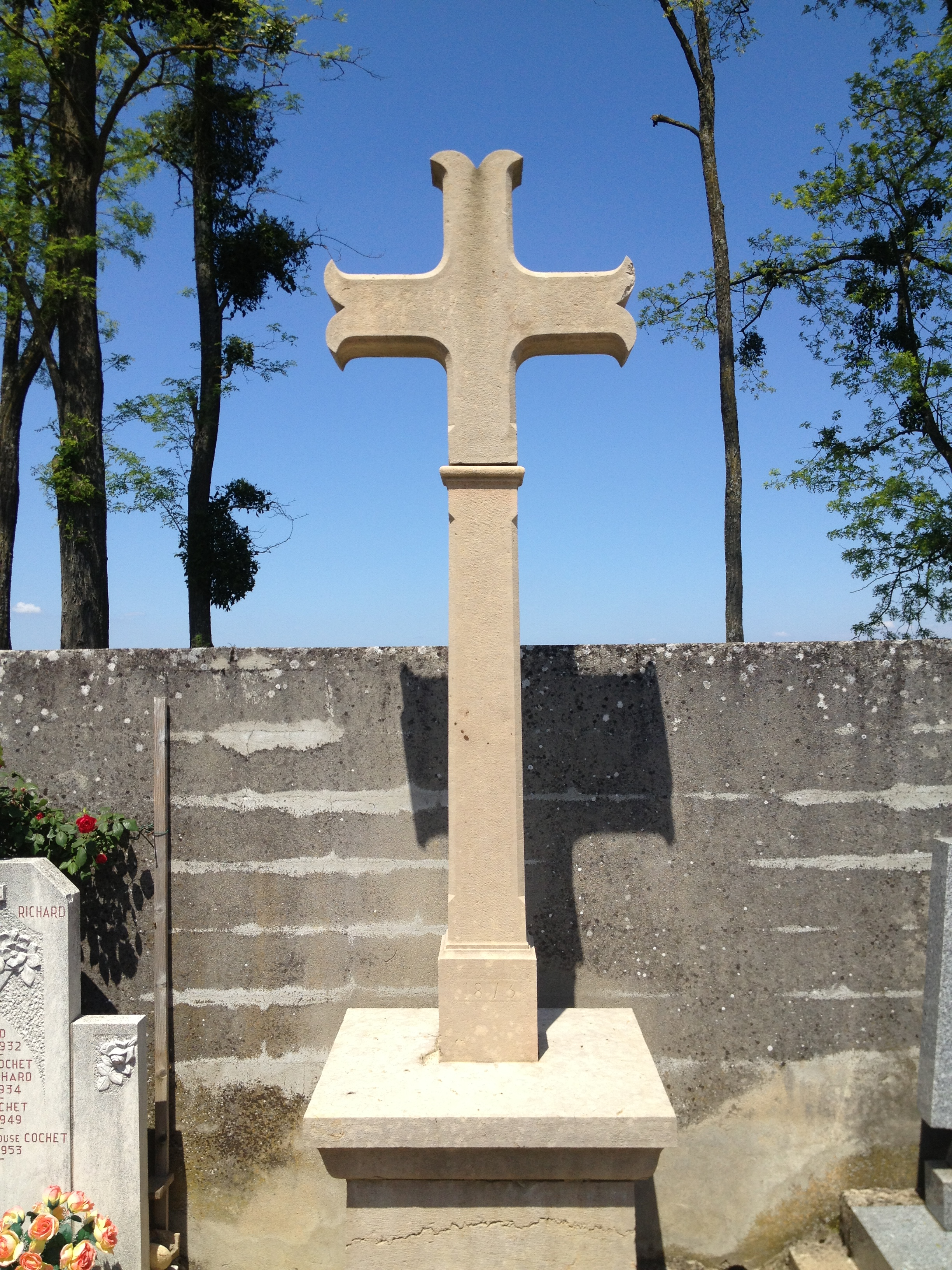
Крест на кладбище